# Carl Frederic Aagaard

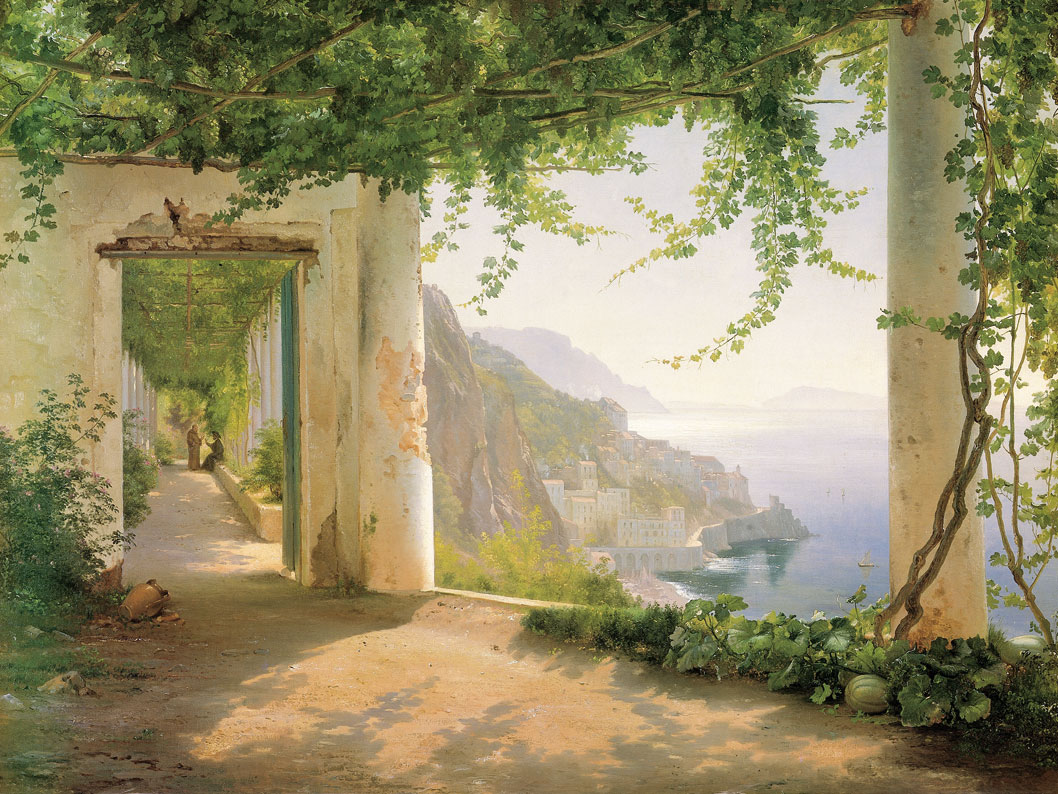
Amalfi dai Cappucini

Carl Frederic Aagaard (29. ledna 1833, Odense – 2. listopadu 1895, Kodaň) byl dánský malíř.

## Život
V 19 letech vstoupil jako student na Královskou dánskou akademii umění v Kodani a byl žákem krajináře Petera Christiana Skoovgaarda (1817–1875), který na něj měl velký vliv. Spolu se svým bratrem Johanem Peterem (1818–1879) se věnoval dřevorytinám a leptům. Později byl asistentem dekorativního malíře Georga Christiana Hilkera (1807–1875). V roce 1857 svá díla poprvé vystavoval a získal cenu Jense Neuhausena. V letech 1869 a 1870 podnikl studijní cestu po Švýcarsku a později po Itálii (1875/1876). Přivezl si odtud velké množství skic, které přetvořil do olejomaleb. Roku 1874 byl zvolen členem Královské akademie a o pět let později mu byl udělen řád Danneborg. V roce 1892 se stal profesorem.